# Saratoga Springs (New York)
Saratoga Springs je město v okresu Saratoga County ve státě New York ve Spojených státech amerických. K roku 2010 zde žilo 26 586 obyvatel. S celkovou rozlohou 75 km² byla hustota zalidnění 355 obyvatel na km². Název města vychází z minerálních pramenů, které se hojně nacházejí v jeho okolí. Leží zde Saratoga Race Course a Saratoga Performing Arts Center.

## Partnerská města
Saratoga Springs má následující partnerská města:
- Vichy, Francie
- Čechov, Rusko